# Le Bô

Le Bô este o comună în departamentul Calvados, Franța. În 1 ianuarie 2022 avea o populație de 126 de locuitori.